# Супринская
Супринская (тат. Сопра) — деревня в Вагайском районе Тюменской области России. Входит в состав Дубровинского сельского поселения.

## География
Деревня находится на берегу реки Иртыш. Автобусное сообщение.

## Население
| 2010 |
| ---- |
| 72   |